# Установка фракціонування Рувайс
Установка фракціонування Рувайс – підприємство нафтогазової промисловості Об’єднаних Арабських Еміратів, яке займається розділенням суміші зріджених вуглеводневих газів (ЗВГ).
У першій половині 1980-х в еміраті Абу-Дабі ввели в дію одразу кілька газопереробних заводів – Бу-Хаса, Баб, Асаб, Хабшан. Продукована ними суміш ЗВГ подавалась по системі ЗВГ-трубопроводів до приморського Рувайса, де розмістили потужності з фракціонування. У 1981-му тут ввели в дію дві лінії пропускною добовою здатністю 11750 тон суміші ЗВГ кожна. Внаслідок подальшої модернізації та розширення газопереробних заводів виробництво суміші ЗВГ зросло достатньо, щоб в 2009-му ввести в дію третю лінію потужністю 24400 тон на добу, а в 2013-му запустити четверту з добовим показником 29400 тон. Також можливо відзначити, що певну кількість сировини (ЗПГ, зріджений нафтовий газ – пропан-бутанова фракція) отримують з розташованого поряд НПЗ Рувайс.
Суміш ЗВГ розділюють на етан, пропан, бутан та фракцію С5+. Наприклад, проектні показники лінії 3 при споживанні 23800 тон ЗВГ та 600 тон ЗПГ становлять 4800 тон етану, по 6000 тон пропану та бутану і 5800 тон С5+. Також продукується певний об’єм паливного газу та рідкої сірки (останню отримують під час переробки сірководню, вилученого з етанової та пропанової фракцій). 
Етан споживають для виробництва ненасичених вуглеводнів розташовані неподалік установки парового-крекінгу комплексу Borouge, які стали до ладу в 2001, 2010 та 2015 роках. Інші продукти переважно експортуються через місцевий порт (до появи Borouge 1 вилучений на двох перших лініях етан – біля 2500 тон на добу – також експортували). Комплекс має власні причали, здатні обслуговувати 3 газові танкери одночасно. Вони винесені далі від берегу на 2,5 км, а загальна довжина зведених для цього двох естакад становить біля 5,5 км.
Для зберігання продуктів комплекс фракціонування має значний резервуарний парк. Так, лише разом з третьою лінією спорудили чотири ємності для пропану і бутану з об’ємом по 83,6 тис м3 та одну для фракції С5+ з показником 76 тис м3.